# Potamarcha
Genre
Potamarcha est un genre de la famille des Libellulidae appartenant au sous-ordre des anisoptères dans l'ordre des odonates. Il comprend deux espèces.

## Espèces du genrePotamarcha
- Potamarcha congener (Rambur, 1842)
- Potamarcha puella Needham, 1930